# Vincent Valentine
Vincent Valentine (jap. ヴィンセント・ヴァレンタイン Vinsento Varentain) – postać występująca w grze Final Fantasy VII oraz Final Fantasy VII Dirge of Cerberus. Używa do walki broni palnej o nazwie „Cerberus” (nazwa pochodzi od Cerbera, mitycznego trzygłowego psa, a wzięła się stąd, że broń owa ma trzy lufy), a jego limity polegają na zamianie w demona. Jest bardzo mroczną i małomówną postacią. Okruchy jego historii można znaleźć w tajnych archiwach koncernu Shinra. Vincenta odnajduje Cloud w Shinra Mansion w Nibelheim. Vincent był zakochany w Lucrecii, lecz został zdradzony i uwięziony przez Hojo.
Hojo przeprowadził na nim tylko jeden eksperyment. Lecz właśnie ten eksperyment zmienił jego życie, doszło do mutacji, Vincent zrozpaczony swoją sytuacją oraz losem swej ukochanej postanowił usunąć się z tej podłej areny, zejść na bok, by już nikt mu nie przeszkadzał. Chciał już zostać sam, by nikt nie zranił jego serca. Jego wybór padł na trumnę. Tak właśnie kończy się już drugi tragiczny w skutkach epizod, którego sprawcą jest również Jenova, uosobienie zła. 